# Liste der Olympiasieger im Kanusport/Medaillengewinnerinnen
Diese Liste ist Teil der Liste der Olympiasieger im Kanusport. Sie führt sämtliche Medaillengewinner in den Kanusport-Wettbewerben bei Olympischen Sommerspielen auf. Gegliedert ist sie nach Disziplinen des Kanurennsports und des Kanuslaloms.

## Kanurennsport

### Aktuelle Disziplinen

#### Einer-Kajak 500 m
| Olympia | Gold                   | Silber                     | Bronze                 |
| ------- | ---------------------- | -------------------------- | ---------------------- |
| 1948    | Karen Hoff             | Lida van der Anker-Doedens | Fritzi Schwingl        |
| 1952    | Sylvi Saimo            | Gertrude Liebhart          | Nina Sawina            |
| 1956    | Jelisaweta Dementjewa  | Therese Zenz               | Tove Søby              |
| 1960    | Antonina Seredina      | Therese Zenz               | Daniela Walkowiak      |
| 1964    | Ljudmila Pinajewa      | Hilde Lauer                | Marcia Jones Smoke     |
| 1968    | Ljudmila Pinajewa      | Renate Breuer              | Viorica Dumitru        |
| 1972    | Julija Rjabtschinskaja | Mieke Jaapies              | Anna Pfeffer           |
| 1976    | Carola Zirzow          | Tatjana Korschunowa        | Klára Rajnai           |
| 1980    | Birgit Fischer         | Wanja Geschewa             | Antanina Melnikawa     |
| 1984    | Agneta Andersson       | Barbara Schüttpelz         | Annemiek Derckx        |
| 1988    | Wanja Geschewa         | Birgit Fischer             | Izabela Dylewska       |
| 1992    | Birgit Fischer         | Rita Kőbán                 | Izabela Dylewska       |
| 1996    | Rita Kőbán             | Caroline Brunet            | Josefa Idem            |
| 2000    | Josefa Idem            | Caroline Brunet            | Katrin Borchert        |
| 2004    | Natasa Janics          | Josefa Idem                | Caroline Brunet        |
| 2008    | Inna Osipenko-Radomska | Josefa Idem                | Katrin Wagner-Augustin |
| 2012    | Danuta Kozák           | Inna Osipenko-Radomska     | Bridgitte Hartley      |
| 2016    | Danuta Kozák           | Emma Jørgensen             | Lisa Carrington        |
| 2020    | Lisa Carrington        | Tamara Csipes              | Emma Jørgensen         |
| 2024    | Lisa Carrington        | Tamara Csipes              | Emma Jørgensen         |

#### Zweier-Kajak 500 m
| Olympia | Gold                                               | Silber                                            | Bronze                                                           |
| ------- | -------------------------------------------------- | ------------------------------------------------- | ---------------------------------------------------------------- |
| 1960    | Sowjetunion Marija Schubina Antonina Seredina      | Deutschland Therese Zenz Ingrid Hartmann          | Ungarn Klára Fried-Bánfalvi Vilma Egresi                         |
| 1964    | Deutschland Roswitha Esser Annemarie Zimmermann    | Vereinigte Staaten Francine Fox Glorianne Perrier | Rumänien Hilde Lauer Cornelia Sideri                             |
| 1968    | BR Deutschland Roswitha Esser Annemarie Zimmermann | Ungarn Anna Pfeffer Katalin Rozsnyói              | Sowjetunion Ljudmila Pinajewa Antonina Seredina                  |
| 1972    | Sowjetunion Ljudmila Pinajewa Kateryna Kuryschko   | DDR Ilse Kaschube Petra Grabowski                 | Rumänien Maria Nichiforov Viorica Dumitru                        |
| 1976    | Sowjetunion Nina Gopowa Galina Kreft               | Ungarn Anna Pfeffer Klára Rajnai                  | DDR Bärbel Köster Carola Zirzow                                  |
| 1980    | DDR Carsta Genäuß Martina Bischof                  | Sowjetunion Galina Kreft Nina Gopowa              | Ungarn Éva Rakusz Mária Zakariás                                 |
| 1984    | Schweden Agneta Andersson Anna Olsson              | Kanada Alexandra Barré Susan Holloway             | BR Deutschland Josefa Idem Barbara Schüttpelz                    |
| 1988    | DDR Birgit Fischer Anke Nothnagel                  | Bulgarien Wanja Geschewa Diana Palijska           | Niederlande Annemiek Derckx Annemarie Cox                        |
| 1992    | Deutschland Ramona Portwich Anke von Seck          | Schweden Agneta Andersson Susanne Gunnarsson      | Ungarn Rita Kőbán Éva Dónusz                                     |
| 1996    | Schweden Susanne Gunnarsson Agneta Andersson       | Deutschland Birgit Fischer Ramona Portwich        | Australien Anna Wood Katrin Borchert                             |
| 2000    | Deutschland Birgit Fischer Katrin Wagner           | Ungarn Katalin Kovács Szilvia Szabó               | Polen Aneta Pastuszka Beata Sokołowska                           |
| 2004    | Ungarn Katalin Kovács Natasa Janics                | Deutschland Birgit Fischer Carolin Leonhardt      | Polen Aneta Pastuszka Beata Sokołowska                           |
| 2008    | Ungarn Katalin Kovács Natasa Janics                | Polen Aneta Konieczna Beata Mikołajczyk           | Frankreich Marie Delattre Anne-Laure Viard                       |
| 2012    | Deutschland Franziska Weber Tina Dietze            | Ungarn Katalin Kovács Natasa Dusev-Janics         | Polen Beata Mikołajczyk Karolina Naja                            |
| 2016    | Ungarn Gabriella Szabó Danuta Kozák                | Deutschland Franziska Weber Tina Dietze           | Polen Karolina Naja Beata Mikołajczyk                            |
| 2020    | Neuseeland Lisa Carrington Caitlin Regal           | Polen Anna Puławska Karolina Naja                 | Ungarn Danuta Kozák Dóra Bodonyi                                 |
| 2024    | Neuseeland Lisa Carrington Alicia Hoskin           | Ungarn Tamara Csipes Alida Dóra Gazsó             | Deutschland Paulina Paszek Jule Hake Ungarn Noémi Pupp Sára Fojt |

#### Vierer-Kajak 500 m
| Olympia | Gold                                                                            | Silber                                                                            | Bronze                                                                            |
| ------- | ------------------------------------------------------------------------------- | --------------------------------------------------------------------------------- | --------------------------------------------------------------------------------- |
| 1984    | Rumänien Agafia Constantin Nastasia Ionescu Tecla Marinescu Maria Ștefan        | Schweden Agneta Andersson Anna Olsson Eva Karlsson Susanne Gunnarsson             | Kanada Alexandra Barré Lucie Guay Susan Holloway Barbara Olmsted                  |
| 1988    | DDR Birgit Fischer Anke Nothnagel Ramona Portwich Heike Singer                  | Ungarn Erika Géczi Erika Mészáros Éva Rakusz Rita Kőbán                           | Bulgarien Wanja Geschewa Diana Palijska Ognjana Petrowa Borislawa Iwanowa         |
| 1992    | Ungarn Rita Kőbán Éva Dónusz Erika Mészáros Kinga Czigány                       | Deutschland Katrin Borchert Ramona Portwich Birgit Fischer Anke von Seck          | Schweden Anna Olsson Agneta Andersson Maria Haglund Susanne Rosenqvist            |
| 1996    | Deutschland Anett Schuck Birgit Fischer Manuela Mucke Ramona Portwich           | Schweiz Gabi Müller Ingrid Haralamow Sabine Eichenberger Daniela Baumer           | Schweden Susanne Rosenqvist Anna Olsson Ingela Ericsson Agneta Andersson          |
| 2000    | Deutschland Birgit Fischer Manuela Mucke Anett Schuck Katrin Wagner             | Ungarn Rita Kőbán Katalin Kovács Szilvia Szabó Erzsébet Viski                     | Rumänien Raluca Ioniță Mariana Limbău Elena Radu Sanda Toma                       |
| 2004    | Deutschland Birgit Fischer Maike Nollen Katrin Wagner Carolin Leonhardt         | Ungarn Katalin Kovács Szilvia Szabó Erzsébet Viski Kinga Bóta                     | Ukraine Inna Ossypenko Tetjana Semykina Hanna Balabanowa Olena Tscherewatowa      |
| 2008    | Deutschland Fanny Fischer Nicole Reinhardt Katrin Wagner-Augustin Conny Waßmuth | Ungarn Katalin Kovács Gabriella Szabó Danuta Kozák Natasa Janics                  | Australien Lisa Oldenhof Hannah Davis Chantal Meek Lyndsie Fogarty                |
| 2012    | Ungarn Krisztina Fazekas Katalin Kovács Danuta Kozák Gabriella Szabó            | Deutschland Tina Dietze Carolin Leonhardt Franziska Weber Katrin Wagner-Augustin  | Belarus Iryna Pamjalowa Nadseja Papok Wolha Chudsenka Maryna Pautaran             |
| 2016    | Ungarn Gabriella Szabó Danuta Kozák Tamara Csipes Krisztina Fazekas-Zur         | Deutschland Sabrina Hering Franziska Weber Steffi Kriegerstein Tina Dietze        | Belarus Maryna Litwintschuk Marharyta Machnewa Nadseja Ljapeschka Wolha Chudsenka |
| 2020    | Ungarn Danuta Kozák Tamara Csipes Anna Kárász Dóra Bodonyi                      | Belarus Maryna Litwintschuk Marharyta Machnewa Nadseja Ljapeschka Wolha Chudsenka | Polen Karolina Naja Anna Puławska Justyna Iskrzycka Helena Wiśniewska             |
| 2024    | Neuseeland Lisa Carrington Alicia Hoskin Olivia Brett Tara Vaughan              | Deutschland Paulina Paszek Jule Hake Pauline Jagsch Sarah Brüßler                 | Ungarn Noémi Pupp Sára Fojt Tamara Csipes Alida Dóra Gazsó                        |

#### Einer-Canadier 200 m
| Olympia | Gold           | Silber                    | Bronze             |
| ------- | -------------- | ------------------------- | ------------------ |
| 2020    | Nevin Harrison | Laurence Vincent-Lapointe | Ljudmyla Lusan     |
| 2024    | Katie Vincent  | Nevin Harrison            | Yarisleidis Cirilo |

#### Zweier-Canadier 500 m
| Olympia | Gold                        | Silber                                            | Bronze                                         |
| ------- | --------------------------- | ------------------------------------------------- | ---------------------------------------------- |
| 2020    | China Xu Shixiao Sun Mengya | Ukraine Ljudmyla Lusan Anastassija Tschetwerikowa | Kanada Laurence Vincent-Lapointe Katie Vincent |
| 2024    | China Xu Shixiao Sun Mengya | Ukraine Ljudmyla Lusan Anastassija Rybatschok     | Kanada Sloan MacKenzie Katie Vincent           |

### Ehemalige Disziplinen

#### Einer-Kajak 200 m
| Olympia | Gold            | Silber                 | Bronze                 |
| ------- | --------------- | ---------------------- | ---------------------- |
| 2012    | Lisa Carrington | Inna Osipenko-Radomska | Natasa Dusev-Janics    |
| 2016    | Lisa Carrington | Marta Walczykiewicz    | Inna Osipenko-Radomska |
| 2020    | Lisa Carrington | Teresa Portela         | Emma Jørgensen         |

## Kanuslalom

### Einer-Kajak
| Olympia | Gold                | Silber              | Bronze                   |
| ------- | ------------------- | ------------------- | ------------------------ |
| 1972    | Angelika Bahmann    | Gisela Grothaus     | Magdalena Wunderlich     |
| 1992    | Elisabeth Micheler  | Danielle Woodward   | Dana Chladek             |
| 1996    | Štěpánka Hilgertová | Dana Chladek        | Myriam Fox-Jerusalmi     |
| 2000    | Štěpánka Hilgertová | Brigitte Guibal     | Anne-Lise Bardet         |
| 2004    | Elena Kaliská       | Rebecca Giddens     | Helen Reeves             |
| 2008    | Elena Kaliská       | Jacqueline Lawrence | Violetta Oblinger-Peters |
| 2012    | Émilie Fer          | Jessica Fox         | Maialen Chourraut        |
| 2016    | Maialen Chourraut   | Luuka Jones         | Jessica Fox              |
| 2020    | Ricarda Funk        | Maialen Chourraut   | Jessica Fox              |
| 2024    | Jessica Fox         | Klaudia Zwolińska   | Kimberley Woods          |

### Einer-Canadier
| Olympia | Gold        | Silber           | Bronze        |
| ------- | ----------- | ---------------- | ------------- |
| 2020    | Jessica Fox | Mallory Franklin | Andrea Herzog |
| 2024    | Jessica Fox | Elena Lilik      | Evy Leibfarth |

### Kajak-Cross
| Olympia | Gold       | Silber     | Bronze          |
| ------- | ---------- | ---------- | --------------- |
| 2024    | Noemie Fox | Angèle Hug | Kimberley Woods |